# Mathias Mauracher
Mathias Mauracher (* 24. November 1788 in Oberbichl, damals zur Gemeinde Zell am Ziller gehörend, heute Gemeinde Ramsau im Zillertal, Tirol; † 22. November 1857 in Graz, Steiermark) war ein österreichischer Orgelbauer aus dem Zillertal. Er stammte aus der Orgelbauerfamilie Mauracher und war der Begründer der Zeller Linie, die etwa 400 Orgelwerke schuf. Sein gleichnamiger Sohn (1818–1884) nannte sich Matthäus und wird in der Literatur meist als  Matthäus Mauracher d.Ä.  oder  Matthäus Mauracher I.  bezeichnet, selten als Mathias Mauracher II.

## Leben
Mathias, Sohn des Bauern Josef Mauracher (1766–1819), beschäftigte sich zunächst als Tischler mit dem Bau von Kirchen-Altären, später fertigte er als Autodidakt auch kleinere Orgeln und andere Musikinstrumente an. 1818 gründete er in Oberbichl eine eigene Orgelwerkstatt; er schuf im Laufe seines Lebens etwa 30 Orgeln, die vorwiegend in Tirol, Salzburg und in der Steiermark zur Aufstellung kamen. Beim Bau der Orgel für die Kirche des Franziskanerklosters in Graz verstarb er überraschend, sodass sein Sohn die begonnenen Arbeiten vollenden musste.

## Werke (Auswahl)
| - Tux, 1825–26 - Salzburg, Ursulinenkirche, 1830 - Heiterwang, 1830 (I/12) - Innsbruck, Ursulinenkirche, 1832 - Mayrhofen, 1833 - Kaltern, Pfarrkirche, 1834 (II/27) - Finkenberg, 1835 - Brandberg, 1838 (I/10) - Wängle, 1839 | - Tschars, 1842 (II/19) - Häselgehr, 1842 (II/20) - Plaus, 1843 - Oberhofen, 1845 - Algund, 1847 (II/22) - Nassereith, um 1851 - Graz, Ursulinenkirche und Franziskanerkirche, 1857 |

Quelle: